# Hugh McCreadie
Hugh McCreadie (* 2. Januar 1874 in Girvan; † unbekannt) war ein schottischer Fußballspieler. In seiner aktiven Karriere als Spieler gewann er in den 1890er Jahren jeweils einmal die schottische Meisterschaft und den Pokal mit den Glasgow Rangers.

## Karriere
Hugh McCreadie wurde im Jahr 1874 in Girvan im Südwesten Schottlands geboren. Ab 1890 spielte er gemeinsam mit seinem älteren Bruder Andrew McCreadie für die Glasgow Rangers. In der ersten Saison der Scottish Football League gewannen die Rangers mit den McCreadie-Brüdern die schottische Meisterschaft, die mit dem punktgleichen FC Dumbarton geteilt wurde. Auch in den folgenden Spielzeiten waren die beiden ein fester Bestandteil des Teams, das 1894 erstmals den schottischen Pokal für die Rangers gewinnen konnte. Im Old-Firm-Finale traf Hugh McCreadie beim 3:1-Erfolg gegen Celtic. Hugh McCreadie spielte bis zum Jahr 1896 für die Rangers in sechs Spielzeiten. In 77 Partien erzielte er als Stürmer 24 Tore.

## Familie
Sein älterer Bruder Andrew McCreadie war ebenfalls als Fußballspieler bei den Glasgow Rangers aktiv. Weiterhin war er schottischer Nationalspieler und stand auch beim AFC Sunderland unter Vertrag, mit dem er 1895 englischer Meister wurde.

## Erfolge
mit den Glasgow Rangers
- Schottischer Meister (1): 1891
- Schottischer Pokalsieger (1): 1894